# Перебудова (село)

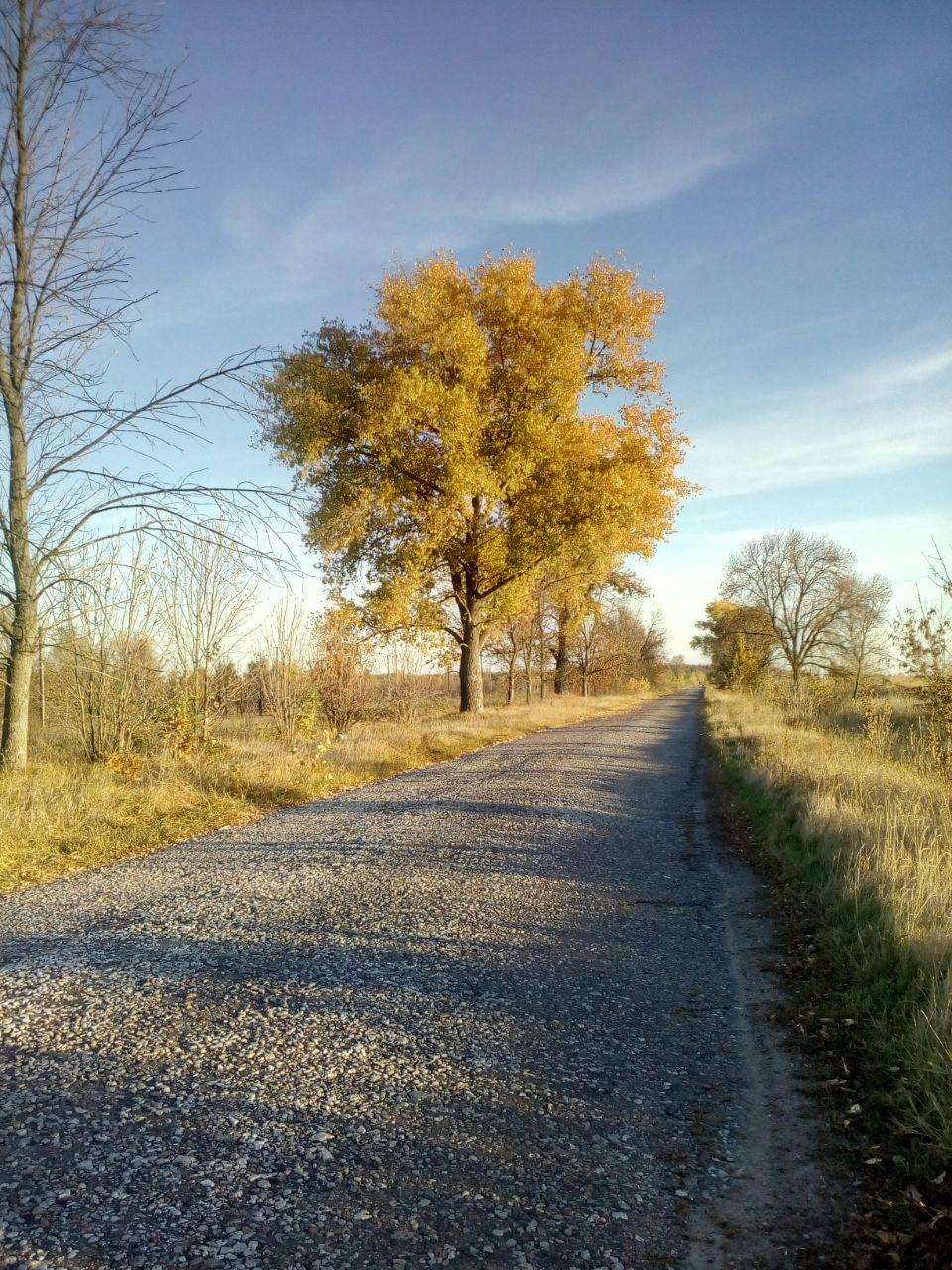
Дорога з Перебудови в бік Валентієва

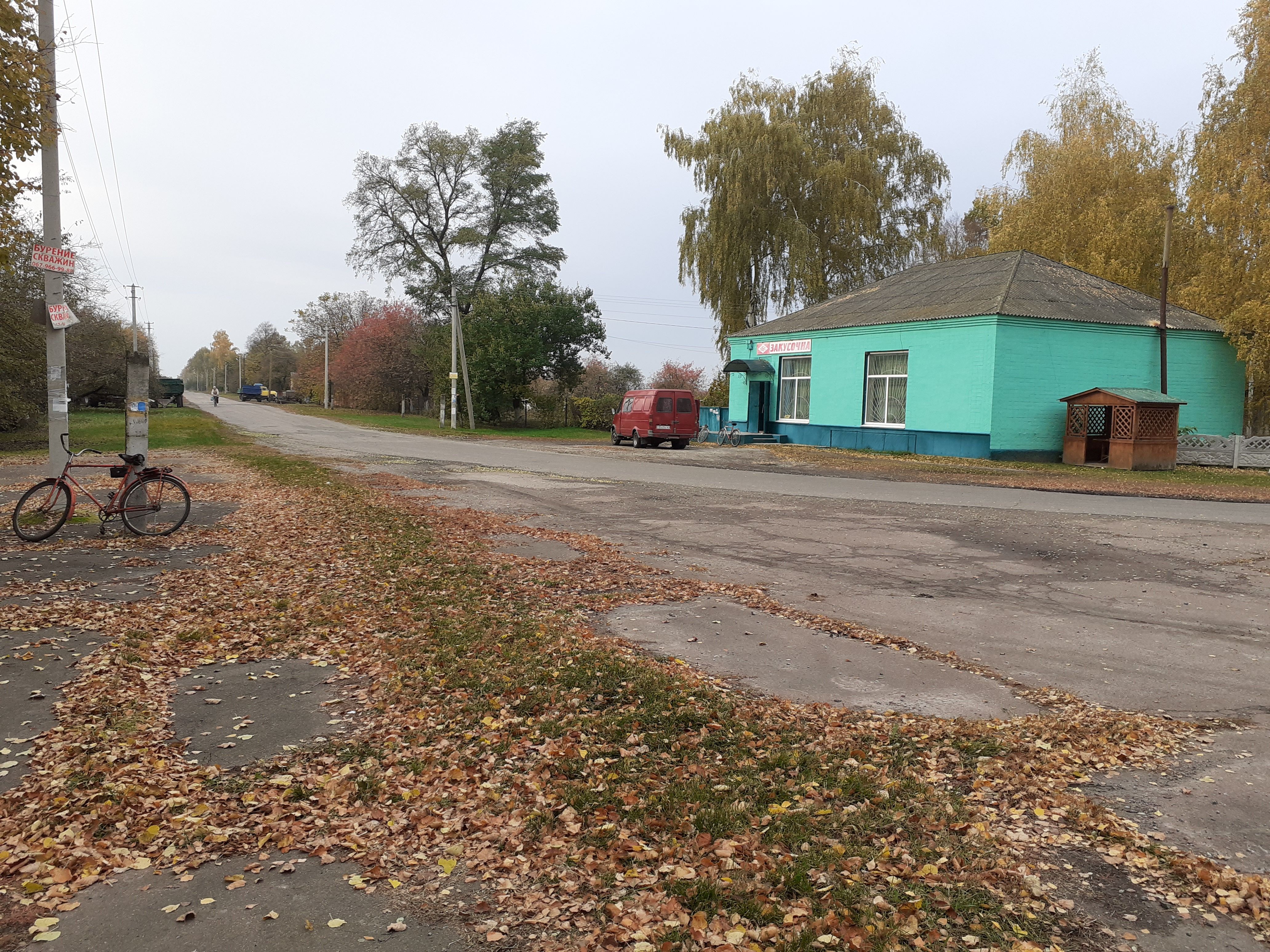
Магазин у центрі села Перебудова та вулиця 1-го Травня

Перебудо́ва — село в Україні, у Крутівській сільській громаді Ніжинського району Чернігівської області. Населення становить 438 осіб. До 2020 орган місцевого самоврядування — Перебудівська сільська рада.

## Розташування
Перебудова – село Ніжинського району, до 2020 центр сільської ради, якій були підпорядковані села Валентіїв (відоме навколишніми ставками – улюбленим місцем відпочинку тисяч  ніжинців і мешканців району, а також завдяки визначному землякові – вченому геологу, академіку АН УРСР В.В.Рєзніченку) та Почечине (колишній х. Почекін, потім Почекина станція – в 1920-х роках агробіологічна експериментально-дослідна станція). Перебудова розташована за 15 км від Ніжина і за 9 км від залізничної станції Крути. 
Там, де розкинулося село, колись шуміли гіллям величезні Тванські ліси, на окраїнах яких розташовувалися маленькі лісові хутори, пізніше включені до складу села Химо-Рябушине. Тут жили селяни, які переселилися з сіл Березанки, Дрімайлівки, Веркіївки, Дорогинки, Галиці. Загалом площа тогочасного села, включаючи хутори сягала 63 км2 .

## Історія

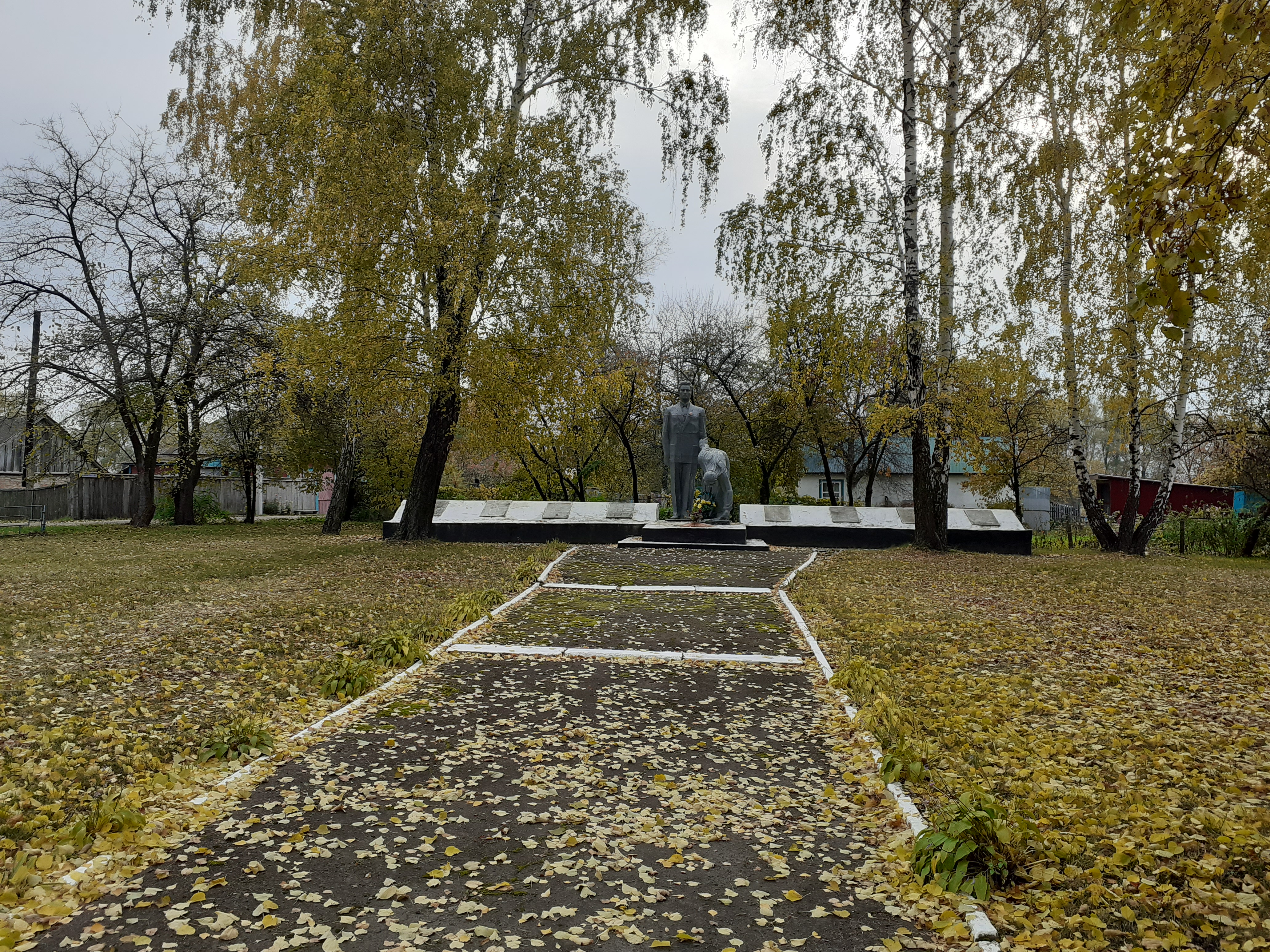
Пам'ятник односельцям, які загинули в роки Другої світової війни

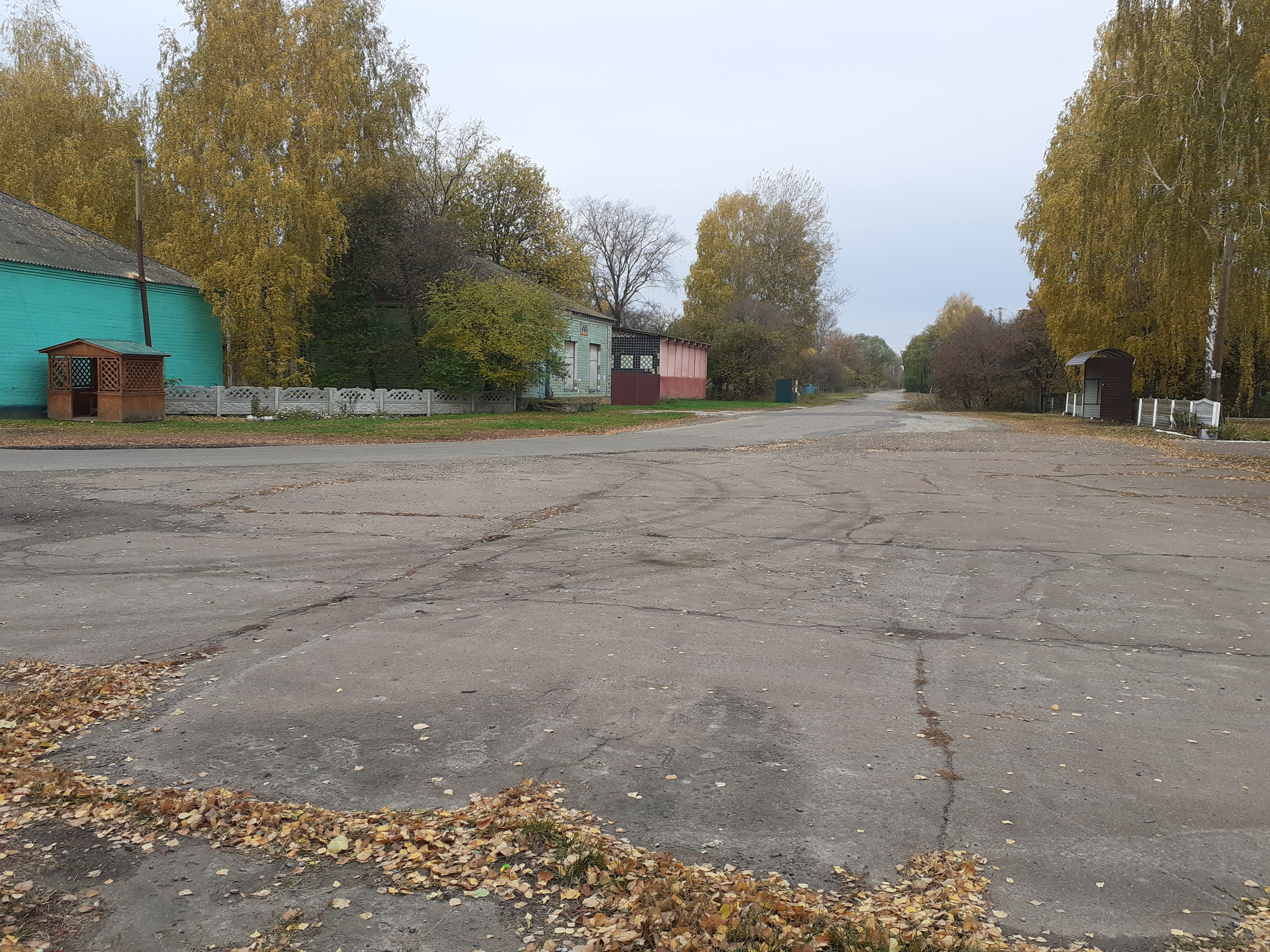
Дорога в бік міста Ніжина

Саме Химо-Рябушине утворилося внаслідок злиття двох хуторів. Більшим із них був Хими, який розміщувалися на південь від центру сучасного села, там, де зараз розміщується ферма і колгоспний сад і де до недавнього часу знаходився також вітряк. Назва хутору походить від річки Химівки на якій він був розташований (зараз річки вже немає). Тут налічувалося до 50 дворів (58). Другим був хутір Рябухи (Рябушинський, 202 двори), що знаходився північніше центру сучасної Перебудови. Його назва має антропоморфне походження і завдячує прізвищу перших його поселенців – родин Рябух Гордія, Михайла та Юхима. Цей хутір налічував близько 25 дворів. На північний захід простягався хутір Петі, що містив до 15 дворів і мав назву за найменуванням урочища, де й розташовувався. Інші, більш дальні хутори були меншими. Так, хутір Гаївщина мала 9 дворів, хутір Озера – біля 11 дворів (37), Чайки – взагалі 3 хати (останній заснований виселенцями з села Галиці, ймовірно назва також антропоморфна).
На початку ХХ ст. селяни жили бідно, земельних наділів або не мали, або наділ був мізерний (від 0,5 до 1 га землі), тому вимушені були працювали на землях місцевих поміщиків Могилки, Бережного, Корнія Чепіги, Матвія Кота. Поза хутором жила поміщиця Мовчанівська, яка “мала 25 га землі. Жила … в хатині, була досить некультурною, безлюдною. Землю свою не оброблювала (це було б дуже дивно), а віддавала в оренду селянам” . Загалом, земля оброблювалася дідівськими методами. Селяни розводили худобу, заготовляли дрова й возили їх на продаж до міста; заготовляли сіно, яке також продавали; збирали гриби та лісові ягоди”. Проте, земля не давала належного прибутку і багато селян ходили на заробітки до Херсонщини, Кавказу тощо.
Тяжкі умови життя селян викликали, в деяких з них, ненависть до існуючого ладу. Вони вечорами сходилися на таємні збори, які організовував Михайло Глиняний і з великою радістю зустріли більшовицький переворот і навіть захищали її завоювання. У роки Української революції на території села відбувалися військові сутички місцевого населення з військами Нестора Махна. Серед активних учасників боротьби були Макар Радченко, Григорій Кузьменко. 
Освіта на територію села прийшла в 1920 р. з відкриттям початкової школи в хуторі Хими, а в 1921 р. – і в Рябушиному. В цих школах у 1923 р. навчалося 9 учнів, 1925 – 13 учнів, 1926 – 11 учнів, 1927 -14 учнів [1, 68]. Приміщенням для шкіл служили експропрійовані будинки заможних селян, яких із родинами було заслано до Сибіру. Першим учителем у селі був Степан Дмитренко.
У 1920 р. на території хуторів був організований злочинний "комітет незаможних селян", головою якого був обраний Кирило Іванович Кургак, секретарем – Григорій Васильович Кириленко. В 1923 р. було створено комсомольську організацію з семи членів. ЇЇ головою з часом став Микола Корнійович Чепіга (як не дивно – син одного з колишніх місцевих поміщиків Матвія Чепіги). Цей комсомольський осередок провів величезну  роботу по ліквідації неписьменності серед селян та зміцнення окупаційної радянської влади. 
У 1929 р. в селі відкрито четвертий клас початкової школи, нарешті ліквідовано комітет незаможних селян і почалося насильне створення першого колгоспу "імені Леніна”. Першими колгоспниками були Юхим Семенович Рябуха, Кіндрат Ничипорович Ландар, Оришка Судос й інші. Всього вступило 17 дворів. Контора і подвір’я колгоспу розмістилися в садибі розкуркуленого селянина Антона Бабенка. Першим головою колгоспу став Андрій Шадура, головою сільради – Микола Якович Легейда. 
Як і у всій Україні переважна маса селян із хуторів – частин майбутньої Перебудови без зайвого ентузіазму йшли до колгоспів. Хоча хутори до об’єднання були невеличкі, але чи не в кожному було по 2-3 заможні родини, що, звісно, чинили опір колективізації. Особливо не бажали в такий манер “совєтизуватися” Антон Рябенко, Андрій Костенко, Федосій Скрипка.
У 1931 р. в лісах навколо хуторів діяла “місцева банда”, організаторами якої були Степан Перечега, Кузьма Батрак, Степан Хурбет, які 3 вересня 1931 р. підпалили колгосп і сільську раду. В ході перестрілки були поранені сторожі Дмитро Масенко і Олександр Рябенко. Доярку Наталку Юхимівну Рябуху, яка побігла аби випустити корів із палаючого сараю було вбито. Жінку поховали на тому самому місці де вона і загинула, на цвинтарі місця не знайшлося  – зараз ця могила знаходиться в саду Параски Демидівни Ткаченко.
Не оминув сучасну Перебудову голодомор 1932-1933 років. Люди вмирали десятками, доводилося їсти собак, котів, щурів, листя й кору дерев; деякі померли просто неба. Точну кількість жертв цього сталінського знущання серед мешканців химорябушинських хуторів досі не встановлено.
У 1934 р. початкова школа була перетворена на семирічку; до цього ж часу старшокласники ходили навчатися до найближчих шкіл сіл Кунашівки або Пашківки. Наступного року відкрився медпункт, ще за рік – організовано ще один колгосп імені Кірова.
Наприкінці 1930-х років на Ніжинщині відбувається укрупнення невеликих сіл і хуторів. Причина формулювалася так: для кращого зв’язку з центром (сільрадою, райцентром тощо). Звісно, комунікаційна складова було присутня у владній мотивації політики укрупнення, але були й інші причини. Про них, про механізми здійснення цього “укрупнення” варто почитати в книзі спогадів М.Н.Шуста “У Ніжині над Остром”, де автор описує такі ж події неподалік – із іншого боку Тванських лісів, навколо сіл Припутні й Дорогинка. 
У 1939 р. було вирішено об’єднати химо-рябушинські хутори в одне село. Переселення тривало два роки. Не всі переїздили добровільно, багато кого переселяли примусово. Село отримало назву Химо-Рябушине – саме ці два хутори стали ядром формування (за найбільшою чисельністю і близькістю одне до одного географічно) нового населеного пункту.
Мирну працю людей перервала Друга світова війна. Хоча воєнних дій на території села не відбувалося, але на фронтах тільки з радянського боку билося 826 сельчан, 116 з них нагороджено орденами і медалями, 180 наклали головою. Крім того, решта химо-рябушинців брали участь у спорудженні оборонних ліній поблизу Ніжина, допомагали фронту матеріально тощо.
Від 14 вересня 1941 р. по вересень 1943 р. село знаходилося під окупацією нацистів. Нова влада призначила старосту і поліцаїв, першорядними завданнями яких було підтримання порядку й організація збору (загалом – організованого грабунку) продуктів і цінних речей на потреби вермахту й окупаційної влади. Жителі чинили опір, приховували від їжу та майно, за що декотрі з мешканців села зазнали переслідувань. Так, за нездачу хліба Юрій Юхимович Савченко і Павло Митрофанович Шевченко були висічені різками і кинуті до Ніжинської в’язниці, де пробули 30 днів. Радянська влада за подібні "порушення" відразу застосовувала розстріл.
Попри окупаційну політику, спрямовану на збереження колективного сільського господарства, колгосп, як свідчать місцеві старожили, швидко розвалився: худоби на фермі не стало, обробіток колгоспних земель значно зменшився. Семеро химорябушинців стали остарбайтерами, ще двох відправили до Німеччини з сусіднього Валентієва. Дехто з них – Одарка Богдановська, Ольга Качан – після війни повернулися до рідного села.
Наявність активного партизанського руху в Тванських лісах допоки документально не підтверджено. Проте, в спогадах сучасні перебудовці згадують про певну допомогу партизанам у боротьбі з нацистами – ймовірно під час рейдів партизанських угрупувань Чернігівщини. З-поміж селян Химо-Рябушиного відомий учасник партизанського руху Олексій Григорович Кузьменко, який у повоєнний час переселився на Урал. 
Після повернення окупаційної радянської влади протягом осені 1943 – весни 1944 р. було відновлено роботу ненависного колгоспу: відремонтовані приміщення, поновлено, хоч і неповністю, поголів’я худоби. Основний тягар робіт ліг на жінок. Тяглової сили не вистачало, механізмів для обробітку ґрунту також, то ж доводилося частину полів орати коровами, або, навіть, перекопувати лопатами. Ала все ж господарство йшло вгору. Вже 1948 року колгоспники одержали на трудодень по півтора кілограми зернових та по 2 кг картоплі. В 1951 р. відбулось чергове укрупнення – на цей раз колгоспу: “з чотирьох дрібних артілей було утворено один колгосп імені Ворошилова. Цей захід дав можливість більш ширше, раціональніше використовувати техніку. А через два роки відбулось приєднання колгоспів сіл Валентієве (“Червоний шлях”) і Почечине (“Червоний колос”) до колгоспу села Химо-Рябушине” . Було збудовано два тинові корівники, вітродвигун, млин, проведено радіозв’язок.
Цікаві спогади залишили в пам’яті химо-рябушинців події 1953 р., зокрема, смерть Сталіна. Сельчанка Єфросинія Кузьмівна Хоменко згадувала, що з міста Ніжина було чути як гудять гудки заводів, фабрик і паровозів. Люди в колгоспах кидали роботу й бігли слухати радіо, де розповідали про похорон “вождя всіх народів”. Для них, тодішніх мешканців радянського села, це була величезна скорбота. але частіше свято.
Про післявоєнне село дещо розповів Василь Андрійович Кириченко, який працював у місцевій школі й цікавився історією села. Хатини були дуже маленькими, з невеличкими віконцями і дерев’яною призьбою. Дах — солом’яний (лише в 1960-х роках почнуть будуватися 3-4 кімнатні будинки під черепицею чи шифером). Тин будували з латів або лісу. Існували випадки, що взагалі не було огорожі. Декілька таких неогороджених садиб є і донині. 
На 1963 р. в Химо-Рябушиному було 286 дворів та 1082 мешканця. (За 20 років нараховувалося вже 430 дорів, де проживало 1163 особи, щоправда, ці дані включали й населення підпорядкованих сільраді Валентієва та Почечиного). Переважна більшість населення села – українці, але були й росіяни, молдавани, литовці, татари, цигани. Зріс добробут селян, а відтак – покращилося культурне життя й побут селян. Так, у 1963 р. в особистому користуванні химо-рябушинців було 32 мотоцикли, 420 велосипедів, 6 радіоприймачів тощо. За економічними показниками в 1960- роках колгосп імені Мічуріна (так його названо після останнього “укрупнення”) мав 3161 га землі, з яких – 1255 га орної, сіножатей – 424 га, садів – 10 га, лісів і чагарників – 252 га . Вирощувалися жито, пшеницю, ячмінь, овес, гречку, кукурудзу тощо; розводилася велика рогата худоба, свині, птиця. В 1964 р. на полях колгоспу працювало 10 тракторів, 5 комбайнів, 9 вантажівок. Колгоспні фонди в 1950 р. становили 49415 крб. (в грошових знаках до індексації 1961 р.), у 1960 році – 379120 крб., в 1962 р. – 391782 крб. ( уже в нових грошових знаках) . 
Спортивних колективів і стадіону в 1960-х роках у селі не було. Єдиним місцем проведення занять з фізкультури був спортивний майданчик на території школи. З культурно-освітніх закладів, станом на 1963 р., працював сільський клуб, при якому працювали постійні гуртки: хоровий (26 чоловік), драматичний (12 чоловік). Гуртківці брали активну участь у районних оглядах художньої самодіяльності, а також виступали в клубі перед односельчанами. Але приміщення клубу не відповідало технічним і санітарним вимогам і тому в 1973 році його було розвалено. Лише в 1984 році було побудовано новий будинок культури. При клубі є сільська бібліотека з книжковим фондом у 3185 книг. На жаль, нині вона фактично не працює. 
У 1963 р. село Химо-Рябушине отримало нову назву – Перебудова. Новим головою сільської ради став Іван Олександрович Ковтун. За офіційною версією назву села придумали самі мешканці і висловилися за те, щоб саме так називалося їхнє село. Насправді, звісно, рішення про перейменування приймали “в районі” – радянське й партійне керівництво. Хоча певний момент “консультування” з приводу самої назви з сельчанами цілком ймовірний. Проте, мешканцями як тогочасної, так і нинішньої Перебудови, особливо людей похилого віку, переважно вживається стара, більш звична назва села. Відтак, ініціатива химо-рябушинців за власним бажанням стати перебудовцями виглядає не досить переконливою.
У 1966 р. в центрі новонайменованого села було збудовано обеліск загиблим у роки Другої світової війни воїнам-односельцям. У 1974 р. відбулося друге колгоспне “укрупнення”: колгосп імені Мічуріна приєднали до колгоспу імені Подвойського, контора якого знаходилася на східній околиці Ніжина. Головою об’єднаного колгоспу став Герой Соціалістичної праці В.П. Власенко. Наприкінці 1970-х років було прокладено дорогу з твердим покриттям, що зв’язала село з райцентром (про її сьогоднішній стан краще взагалі не говорити). В 1981 р. господарським методом було збудовано нову школу, яка до цього розміщувалася в семи старих мало придатних для навчання приміщеннях. Тепер перебудовські школярі отримали просторе приміщення з 6 класами-кабінетами, спортзалом, бібліотекою, окремими корпусами для їдальні і для занять учнів молодших класів, почалося будівництво дитячого садочку на території шкільного саду. Останнє залишилося до сьогодні довгобудом… 
У 9 травня 1982 р. було урочисто відкрито меморіал пам’яті воїнів-односельців, що загинули на фронтах Другої світової війни. В центрі меморіалу – скульптурна композиція “Молоде подружжя покладає квіти до могили солдата” роботи скульптора Селібера. Того ж дня було запалено символічний Вічний вогонь.
Спорудженням школи, меморіалу, а також будівництвом за два роки нового клубу почав формуватися сучасний центр Перебудови. Ще за кілька років неподалік було збудовано кілька магазинів: продовольчих, промислових і господарчих товарів. Поза межами сільського центру залишалася контора колгоспу і Будинок побуту (власне – швидше, Хата побуту, досить тісна й непристосована під такий заклад). 
У 1984 р. дорогою з твердим покриттям з’єднали село Валентіїв із Перебудовою – центром сільради. Цим благом цивілізації мешканці Валентієва мають завдячувати односельцю і тодішньому голові сільради Василю Артемовичу Шкоді – людини, що багато зробила для рідного села і про якого й досі з повагою згадують валентіївці.
13 березня 1985 р. було проведено реорганізацію колгоспу імені Подвойського:  його розділили на два господарства, одне з яких у Перебудові знову отримало самостійність і набуло старої назви “колгосп імені Мічуріна”. Новостворене господарство отримало в користування 450 га землі. В 1987 р. головою колгоспу було обрано Петра Михайловича Лабузького, майбутнього депутата районної ради і директора ЗАТ “Ніжинський хліб”.
Початком занепаду села Перебудова – даруйте за тавтологію – стала Горбачовська "Перебудова". Процеси, що розвивалися в радянському суспільстві в другій половині 1980-х років, потім (як логічне їх продовження) недолуга політика в аграрній галузі влади вже за доби незалежності України стимулювали масовий відтік працездатного населення села, передусім молоді, до міста, в першу чергу до Ніжина. Цікаво, що на референдумі 1991 р. мешканці села майже стовідсотково висловилися за незалежність України, сподіваючись на щось краще в новій і самостійній державі. 
У 1994 р. головою сільської ради було обрано Василя Андрійовича Кириченка – високоосвічену людину, шкільного вчителя, який обіймав цю посаду до 2002 р. За цей час на місці ліквідованого колгоспу постала агрофірма, якій про колишні потуги колгоспу поки-що можна тільки мріяти. Більшість сельчан залишилися без офіційного заробітку, сподіваючись хіба-що на власні присадибні ділянки. Наприкінці 1990-х років стало помітним певне покращення сільського життя, до села було прокладено газогон, почалася газифікація жител.
На сьогодні Перебудова, як і багато інших сіл в Україні, на межі вимирання. Населення порівняно з серединою 1980-х років скоротилося в кілька разів, складається переважно з людей похилого віку. Сільська десятирічка зараз навчає лише 26 дітей – більше учнівської молоді в трьох селах, підпорядкованих Перебудовській сільраді, немає. Відтак, загроза звільнення вчителів кожного року стає все більш реальною, як і логічне закриття школи загалом. Агрофірма та нечисельні фермери ані технічно, ані матеріально не у спромозі доглядати всі колишні землі, – тож більшість орної колись землі та сінокосів стоять пусткою, заростають бур’янами. Ферма більше нагадує час нацистської окупації: худоби немає, напівзруйновані й напіврозібрані корівники, пусткою стоїть величезний колгоспний тік, лише непотріб залишився в колишніх технічних майстернях, зникла колгоспна пасіка, в геть поганому стані колгоспний сад. Колишня колгоспна пилорама не працює.
12 червня 2020 року, відповідно до розпорядження Кабінету Міністрів України № 730-р «Про визначення адміністративних центрів та затвердження територій територіальних громад Чернігівської області», увійшло до складу Крутівської сільської громади.
19 липня 2020 року, в результаті адміністративно-територіальної реформи та ліквідації Ніжинського(1923 - 2020) району, увійшло до складу новоутвореного Ніжинського району.
22 червня 2023 року рішенням Національної комісії зі стандартів державної мови віднесено до списку населених пунктів, які можуть не відповідати лексичним нормам української мови, зокрема стосуватися російської імперської політики (російської колоніальної політики). Громаді рекомендовано обґрунтувати доцільність збереження поточної назви або запропонувати нову назву в установленому законодавством порядку.